# Tầng Thanet
| Hệ/ Kỷ                               | Thống/ Thế | Bậc / Kỳ   | Tuổi (Ma)    | Tuổi (Ma) |
| ------------------------------------ | ---------- | ---------- | ------------ | --------- |
| Neogen                               | Miocen     | Aquitane   | trẻ hơn      |           |
| Paleogen                             | Oligocen   | Chatti     | 23.03 - 28.1 |           |
| Paleogen                             | Oligocen   | Rupel      | 28.1 - 33.9  |           |
| Paleogen                             | Eocen      | Priabona   | 33.9 - 37.8  |           |
| Paleogen                             | Eocen      | Barton     | 37.8 - 41.2  |           |
| Paleogen                             | Eocen      | Lutetia    | 41.2 - 47.8  |           |
| Paleogen                             | Eocen      | Ypres      | 47.8 - 56    |           |
| Paleogen                             | Paleocen   | Thanet     | 56 - 59.2    |           |
| Paleogen                             | Paleocen   | Seland     | 59.2 - 61.6  |           |
| Paleogen                             | Paleocen   | Đan Mạch   | 61.6 - 66    |           |
| Creta                                | Thượng     | Maastricht | cổ hơn       |           |
| Phân chia Paleogen theo ICS, 8/2018. |            |            |              |           |

Tầng Thanet (còn gọi là tầng Landen (Dumont, 1839) hay tầng Heers (Dumont, 1839) - lấy theo tên gọi của các làng nhỏ tương ứng ở đông bắc Bỉ) là tầng cuối cùng của thế Paleocen, tương ứng với phân thế Hậu Paleocen. Nó kéo dài từ khoảng 59,2 ± 0,2 triệu năm trước (Ma) tới khoảng 56,0 ± 0,2 Ma.
Quần thực vật Sézanne là tập hợp hóa thạch được bảo tồn trong các trầm tích đá vôi nước ngọt tại Sézanne, tích lũy lại trong thời kỳ của tầng Thanet, khi mà châu Âu nằm trong hu vực có khí hậu nhiệt đới.
Tên gọi của tầng này được đặt theo tên gọi của dải cát Thanet, đảo Thanet, Kent, Anh.

## Lưu ý
1. ↑  "ICS - Chart/Time Scale". www.stratigraphy.org.
2. ↑  Thông tin tại popups.ulg.ac.be[liên kết hỏng]
3. ↑  Thanetian-Stage